# Köpeczi Béla

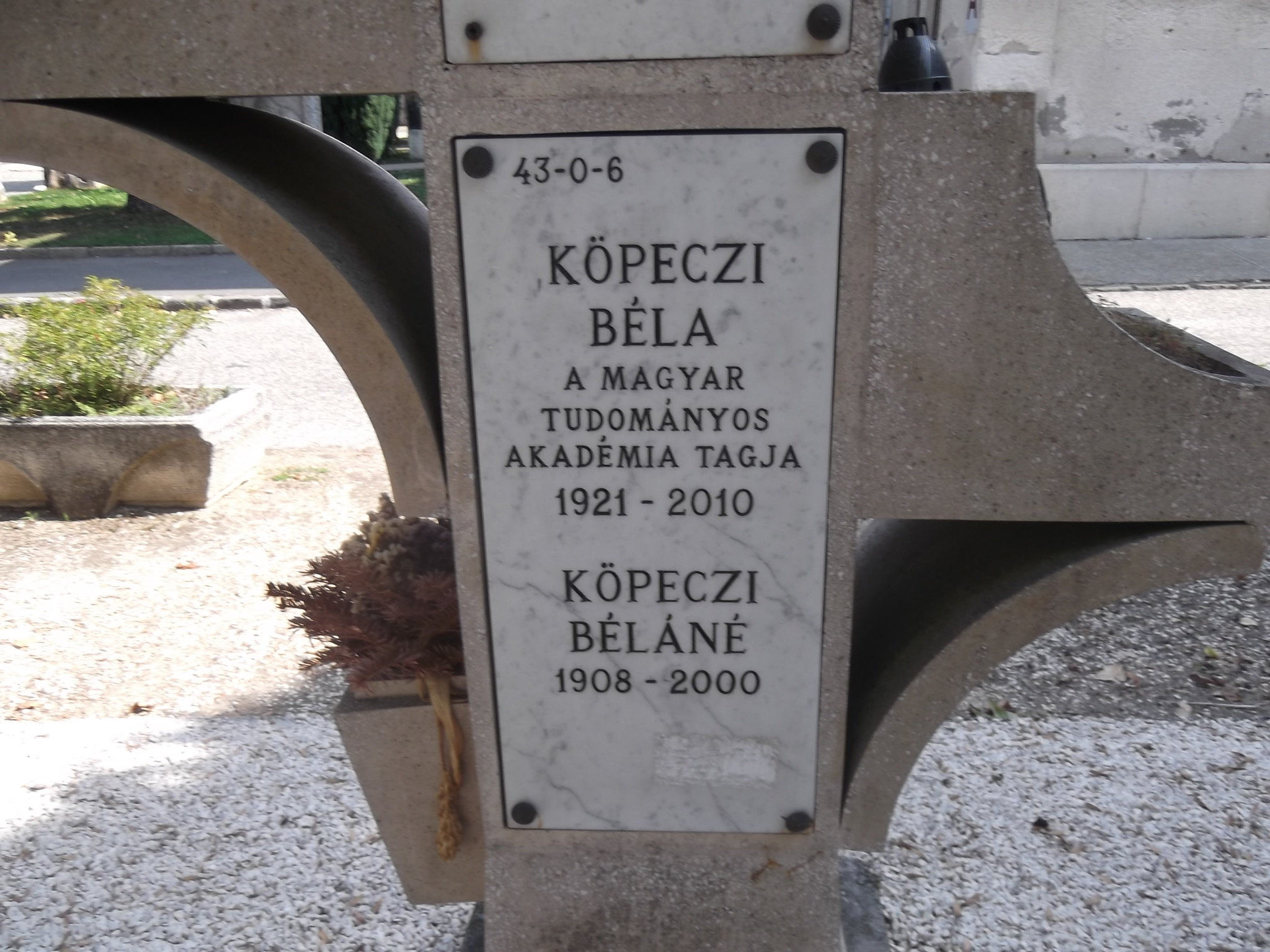
Köpeczi Béla és felesége sírja a Farkasréti Temetőben

Köpeczi Béla (Nagyenyed, Románia, 1921. szeptember 16. – Budapest, 2010. január 17.) művelődés- és irodalomtörténész, művelődéspolitikus, az irodalomtudomány kandidátusa (1959) és doktora (1965), a Magyar Tudományos Akadémia rendes tagja, 1972-től 1975-ig főtitkára. A 18–20. századi irodalmi áramlatok művelődés- és eszmetörténeti vizsgálatának kiemelkedő alakja, a 18. századi francia–magyar politikai, diplomáciai és kulturális kapcsolatok kutatója, II. Rákóczi Ferenc életrajzírója. 1982 és 1988 között Magyarország művelődési minisztere volt.

## Életútja
1946-ban Eötvös-kollégistaként szerzett francia–olasz–román szakos tanári diplomát a budapesti Pázmány Péter Tudományegyetemen. Ezt követően, 1946 és 1949 között a párizsi École normale supérieure tagjaként a Sorbonne-on folytatta irodalmi tanulmányait. Hazatérését követően, 1949-ben lektori állást vállalt a Hungária Kiadónál, később a Művelt Nép Könyvkiadó szerkesztője lett. 1952-ben belépett a Magyar Dolgozók Pártjába (1956 után Magyar Szocialista Munkáspárt, MSZMP). 1953-ban a hazai könyvkiadást koordináló, előzetes cenzúrázást és engedélyezést végző Kiadói Főigazgatóság elnökhelyettesévé, 1955-ben elnökévé nevezték ki. 1963 és 1966 között az MSZMP Központi Bizottságának kulturális osztályvezetőjeként egyik meghatározó alakja volt a TTT (támogatás, tűrés, tiltás) kultúrpolitikai diktatúrának.
1965-től 1988-ig az Eötvös Loránd Tudományegyetem francia tanszékén volt egyetemi tanár, 1967-től 1970-ig tanszékvezető, ugyanezekben az években az egyetem rektorhelyettesi feladatait is ellátta. 1982 és 1988 között, a Lázár-, majd a Grósz-kormány alatt művelődési miniszter volt. 1987–1988-ban az Országos Közművelődési Tanács elnöki tisztét töltötte be.

## Munkássága
A történelemtudomány hagyományos kereteit kitágítva, interdiszciplináris megközelítéssel vizsgálta ideológia, művelődés és irodalom kölcsönhatásait, e sajátos viszonyrendszer történeti alakulását az újkortól napjainkig. Behatóan foglalkozott a 17–20. századi irodalmi áramlatokkal és szellemtörténeti meghatározottságukkal, a janzenizmussal, a kartezianizmussal, a francia felvilágosodás, a romantika (különösen Petőfi), a 20. századi irodalomban megjelenő egzisztencializmus, a szocialista realizmus és a kulturális forradalom esztétikai értelmezésével. Kiemelt jelentőségűek voltak romanisztikai vizsgálatai, a francia, az olasz és a román irodalom ideológiai hátterére, az egyes népek irodalmában tükröződő magyarságképre vonatkozó tanulmányai.
Munkásságának másik meghatározó vonulata a kuruc szabadságharcok, az Erdélyi Fejedelemség 17–18. századi köz- és művelődéstörténeti eseményeinek kutatása, az újkori magyar–francia történeti és kulturális kapcsolatok vizsgálata. Főként külföldön végzett levéltári kutatásai alapján összefoglalta a Thököly Imre vezette hadjárat (1677–1685), a Rákóczi-szabadságharc (1703–1711), illetve a Rákóczi-emigráció diplomáciatörténetét. Nem pusztán eseménytörténeti szempontból dolgozta fel II. Rákóczi Ferenc életútját, de figyelmet szentelt szellemi, világnézeti fejlődésének alakulására is. Tanulmányokkal kísért kritikai kiadásokban adta közre Rákóczi és Bercsényi Miklós néhány írását és válogatott levelezését. Emellett tanulmányozta a francia felvilágosodás hatását a magyar művelődés alakulására, nevéhez fűződik a mátrafüredi nemzetközi felvilágosodáskonferenciák 1970-es évekbeli megszervezése is.
Közel félszáz önálló vagy társszerzővel írt kötete jelent meg magyarul és több más európai nyelven, irányítása alatt folytak a Minerva nagy képes enciklopédia I–IV. (1972–1975), a Világirodalmi kisenciklopédia I–II. (1976), valamint az Erdély története I–III. (1986) szerkesztési munkálatai. Szerkesztőbizottsági tagja volt a Világirodalmi Figyelő, a Helikon, a Filológiai Közlöny és a Magyar Tudomány, főszerkesztője a Nouvelles Études Hongroises szakfolyóiratoknak. A Magyar Tudománynak két ízben, 1973-tól 1983-ig, majd 1989-től 1991-ig főszerkesztője is volt. Szerkesztőként, szöveggondozóként vagy kísérőtanulmányok megírásával közreműködött több francia (Voltaire, Rousseau, Babeuf, Stendhal, Hugo, Barbusse, Aragon, Sartre, Merle stb.) és román (Eminescu, Caragiale, Dumitriu stb.) szerző magyar nyelvű kiadásainál. Pályája elején műfordítással is foglalkozott, egyebek mellett Nicolae Bălcescu műveit ültette át magyarra.

## Társasági tagságai és elismerései
1967-ben a Magyar Tudományos Akadémia levelező, 1976-ban rendes tagjának választották. 1970–1971-ben az MTA főtitkárhelyettese, 1971–1972-ben megbízott főtitkára, majd 1972–1975-ben főtitkára, 1975 és 1982 között pedig újból főtitkárhelyettese volt. 1988 után a Hungarológiai Tanács, 1989-től 1998-ig pedig a Magyar UNESCO Bizottság elnöki tisztét töltötte be. 1989-ben a Portugál Akadémia tiszteleti tagjává választották. Ezenkívül számos hazai és külföldi tudományos társaság tagja volt: a Magyar Pedagógiai Társaság díszelnöke, a Magyar Nyelvtudományi Társaság és a Magyar Történelmi Társulat tagja, részt vett az Európai Akadémia (Académie européenne), az Európai Kulturális Társaság (Società Europea di cultura), a Nemzetközi Összehasonlító Irodalomtudományi Társaság (International Comparative Literature Association), valamint az Irodalomkritikusok Nemzetközi Szövetsége (International Association of Literary Critics) munkájában. A párizsi Sorbonne és a római La Sapienza Egyetem díszdoktora volt.
Tudományos munkássága elismeréseként 1966-ban Akadémiai Díjat, a 17–18. századi magyarországi függetlenségi harcok nemzetközi összefüggésének kutatásában, valamint a társadalomtudományi kutatások szervezésében elért eredményeiért 1980-ban Állami Díjat vehetett át, 2003-ban pedig a Magyar Köztársasági Érdemrend középkeresztje a csillaggal kitüntetettje lett. A Francia Akadémia 1972-ben Pálmarendet adományozott neki, 1987-ben pedig a Francia Akadémia Aranyérmét ítélték oda neki.

## Főbb művei
- Esze Tamás. Budapest, Művelt Nép, 1952, 82 p. (Esze Tamással)
- II. Rákóczi Ferenc. Budapest, Művelt Nép, 1955, 407 p. (R. Várkonyi Ágnessel)
- II. Rákóczi Ferenc válogatott levelei. Szerk. Köpeczi Béla. Budapest, Bibliotheca, 1958, 367 p.
- Román költők antológiája. Szerk. Köpeczi Béla. Budapest, Móra, 1961, 606 p. = A Világirodalom Gyöngyszemei.
- Littérature et réalité. Budapest, Akadémiai, 1966, 313 p. (Juhász Péterrel)
- A Rákóczi-szabadságharc és Franciaország. Budapest, Akadémiai, 1966, 479 p.
- XIV. Lajos I–II. Budapest, Akadémiai, 1967. = Életek és Korok.
- La France et la Hongrie au début du XVIII-e siècle: Étude d’histoire des idées. Budapest, Akadémiai, 1971, 624 p.
- Eszme, történelem, irodalom. Budapest, Akadémiai, 1972, 172 p.
Németül: Idee, Geschichte, Literatur. Berlin–Weimar, Aufbau, 1979, 238 p.
Szlovákul: Idea, historia, literatúra. Bratislava, Slovensky, 1980, 224 p.
- Paysannerie francaise, paysannerie hongroise : XVIe-XXe siècles, Budapest, Akadémiai, 1973
- Rákóczi tükör I–II.: Naplók, jelentések, emlékiratok a szabadságharcról. Szerk. Köpeczi Béla és R. Várkonyi Ágnes. Budapest, Szépirodalmi, 1973. = Magyar Századok.
- Az „új baloldal” ideológiája. Budapest, Kossuth, 1974, 256 p.
- A magyar kultúra harminc éve (1945–1975). Budapest, Kossuth, 1975, 251 p.
Franciául: Trente années de la culture hongroise: Une révolution culturelle. Budapest, Corvina, 1982, 391 p.
- La politique des cartésiens en Hongrie et en Transylvanie au XVIIe siècle et au début du XVIIIe siècle Budapest, Akadémiai, 1975
- II. Rákóczi Ferenc az államférfi és az író. Budapest, Magvető, 1976, 179 p. = Gyorsuló Idő.
- „Magyarország a kereszténység ellensége”: A Thököly-felkelés az európai közvéleményben. Budapest, Akadémiai, 1976, 384 p.
- Eszmék, utak korunk művészetében. Budapest, Kozmosz Könyvek, 1977, 168 p.
- Függetlenség és haladás: Politikai gondolkodás a régi magyar függetlenségi harcok századaiban. Budapest, Szépirodalmi, 1977, 250 p.
- II. Rákóczi Ferenc fejedelem emlékiratai a magyarországi háborúról, 1703-tól annak végéig. Szerk. Köpeczi Béla. Budapest, Akadémiai, 1978, 543 p.
- Kulturrevolution in Ungarn. Budapest, Corvina, 1978, 404 p.
- Döntés előtt: Az ifjú Rákóczi eszmei útja. Budapest, Akadémiai, 1982, 228 p.
- Új konzervativizmus és új jobboldal. Budapest, Kossuth, 1982, 157 p.
Oroszul: Неоконсерватизм и «новые правые» Москва, Политиздат, 1986, 144 p.
Lengyelül: Neokonserwatyzm i nowa prawica. Warszawa, Ksiazka i Wiedzs, 1986, 187 p.
- Staatsräson und christliche Solidarität: Die ungarischen Aufstände und Europa in der zweiten Hälfte des 17. Jahrhunderts. Budapest, Akadémiai, 1983, 423 p.
- Műveltség és minőség. Budapest, Kossuth, 1983, 355 p.
- Hongrois et Français: De Louis XIV à la Révolution française. Budapest, Corvina, 1983, 451 p.
Magyarul: Magyarok és franciák: XIV. Lajostól a francia forradalomig. Budapest, Szépirodalmi, 1985, 457 p.
- II. Rákóczi Ferenc politikai és erkölcsi végrendelete. Szerk. Borzsák István és Köpeczi Béla. Budapest, Akadémiai, 1984, 555 p.
- Une enquête linguistique et folklorique chez les Roumains de Transylvanie du nord, 1942–1943. Budapest, Akadémiai, 1985, 200 p. = Studia Ethnologica in Hungaria.
- A francia felvilágosodás. Budapest, Gondolat, 1986, 476 p.
- A magyar kultúra útja 1945–1985. Budapest, Kossuth, 1986, 291 p.
- Érték és művelődés. Budapest, Akadémiai, 1988, 95 p.
- A bujdosó Rákóczi. Budapest, Akadémiai, 1991, 572 p.
- Restitutio Transylvaniae 1712: Kísérlet az Erdélyi Fejedelemség visszaállítására. Budapest, ELTE BTK, 1993, 85 p.
- Histoire de la culture hongroise. Budapest, Corvina, 1994, 343 p.
- Nemzetképkutatás és a XIX. századi román irodalom magyarságképe. Budapest, Akadémiai, 1995, 245 p.
- Brenner Domokos, a Rákóczi-szabadságharc és bujdosás publicistája és diplomatája. Budapest, Akadémiai, 1996, 135 p.
- Az emberi sors és a XX. századi francia regény: 12 tanulmány. Budapest, Szerző, 1997, 100 p.
- Correspondance diplomatique de François II Rákóczi, 1711–1735: Choix de documents. Éd. par Béla Köpeczi. Budapest, Balassi, 1999, 379 p.
- Egy cselszövő diplomata, Klement János Mihály (1689–1720). Budapest, Akadémiai, 2000, 93 p.
- Vetési Kökényesdi László, kuruc diplomata és a császár katonája, 1680?–1756. Budapest, Akadémiai, 2001, 137 p.
- Erdélyi történetek. Budapest, Lucidus, 2002, 203 p. = Kisebbségkutatás Könyvek.
- II. Rákóczi Ferenc külpolitikája. Budapest, Akadémiai, 2002, 161 p.
- Rákóczi útjain: Tanulmányok. Budapest, Lucidus, 2004, 170 p. = Kisebbségkutatás Könyvek.
- Tanulmányok a kuruc szabadságharcok történetéből. Budapest, Akadémiai, 2004, 384 p.
- Bercsényi Miklós válogatott levelei. Szerk. Köpeczi Béla. Budapest, Balassi, 2004, 360 p.
- Kuruc diplomaták Európa keletén. Budapest, Akadémiai, 2005, 135 p.
- Francia művelődés- és irodalomtörténeti tanulmányok. Budapest, Akadémiai, 2006, 269 p.

## További irodalom
- Európai szemmel: Tanulmányok Köpeczi Béla tiszteletére. Szerk. Kalmár János. Budapest, Universitas, 2007, 215 p.
- Rózsa T. Endre: Honszeretet, politika, erkölcs. Holmi, 2010. 6. sz. 760–764. o.
- Századok 2010/5, 1279.